# Marie Anne Simonis

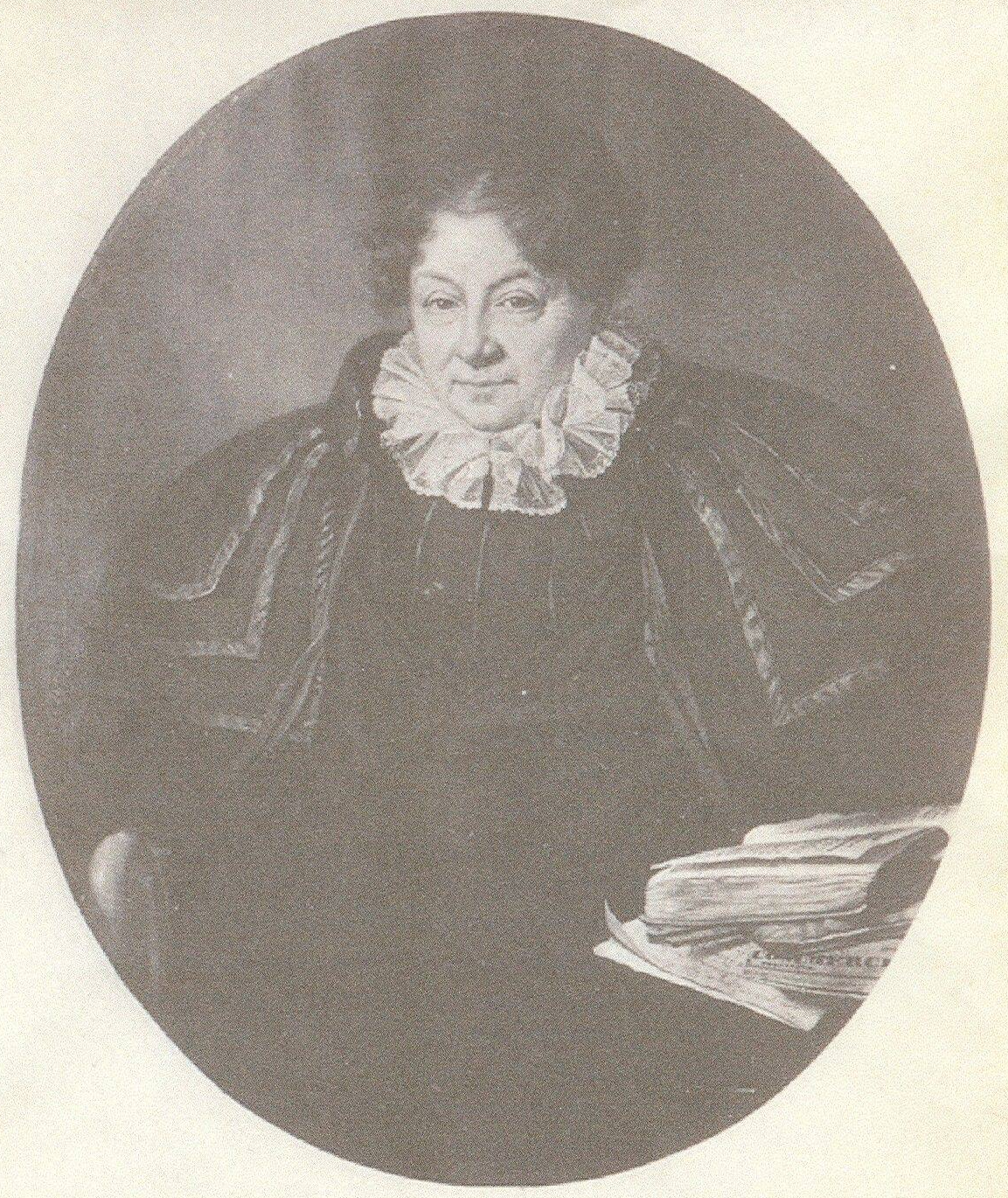

Marie Anne Simonis, född 1758, död 1831, var en textilfabrikör i nuvarande Belgien. Hon introducerade en mekaniserad textilindustri i territoriet och uppförde många skolor och sjukhus och fick namnet "La Grande Madame".
Marie Anne Simonis föddes i Verviers i en familj som arbetat med textilier i generationer och gifte sig 1777 med textilfabrikören Jean-Francois Biolley (1755–1822). Paret lämnade området för Tyskland under franska revolutionen. Då maken insjuknade övertog Simonis styrelsen av Biolley-företaget och återvände 1799 till Verviers; hon expanderade också verksamheten till Eupen och Cambrai. Hon införde de nya engelska metoderna för att tillverka textilier och införde därmed den moderna textilindustrin i Belgien: 1818 introducerade hon den så kallade "Spinning Jenny" i Belgien. Hon finansierade även uppförandet av flera sjukhus och skolor.